# Sphecodes strandi
Sphecodes strandi är en biart som beskrevs av Meyer 1920. Sphecodes strandi ingår i släktet blodbin, och familjen vägbin. Inga underarter finns listade i Catalogue of Life.